# Marcin Mostafa

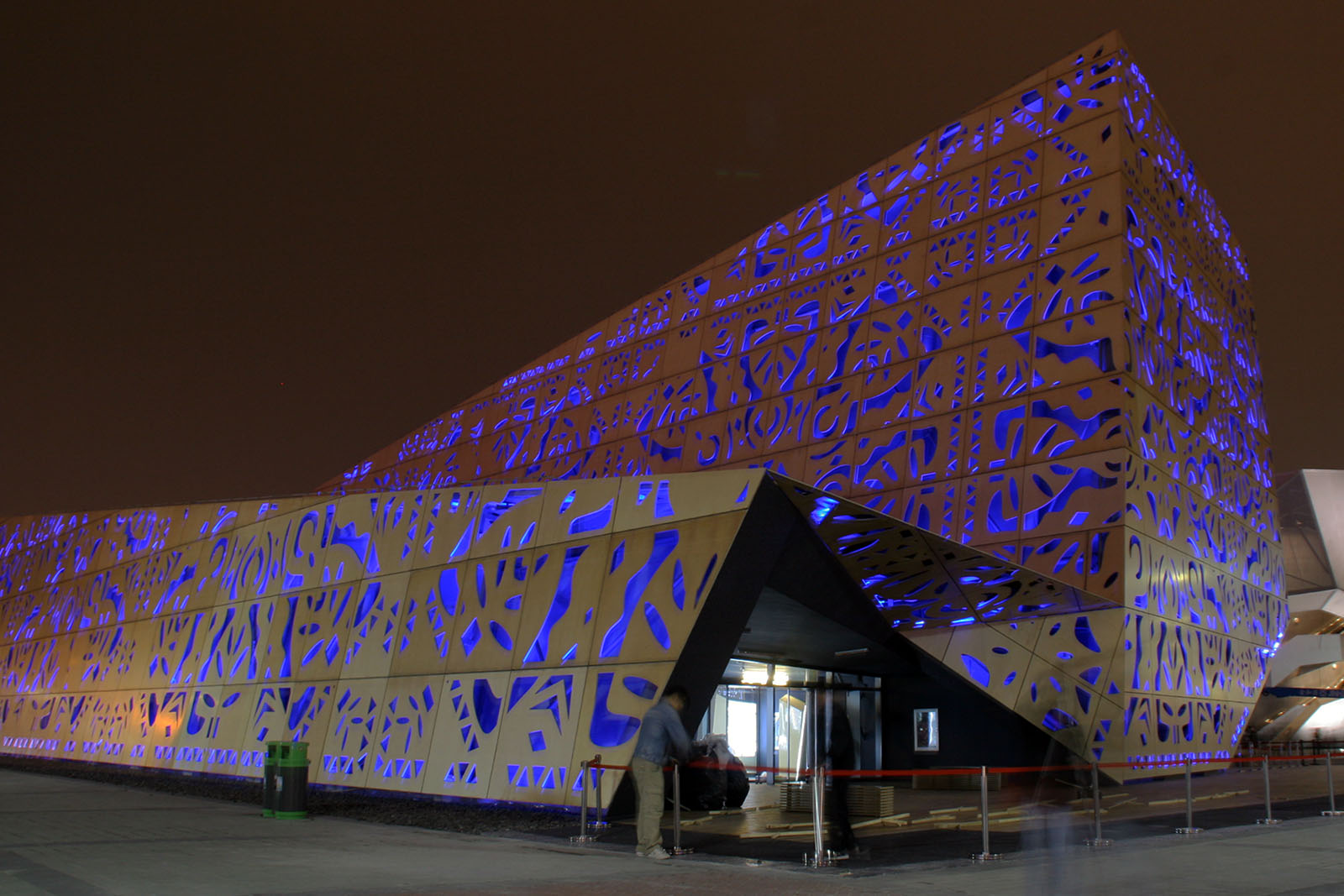
Expo 2010, Pawilon Polski

Marcin Mostafa (ur. 1979 w Warszawie) – polski architekt współczesny. Jego bratem jest aktor teatralny i filmowy Piotr Borowski.

## Życiorys
Ukończył studia na Wydziale Architektury Politechniki Warszawskiej w 2007 roku. W pracy dyplomowej zrealizował projekt Miejskiego Ośrodka Integracji i Asymilacji Społecznej  przy ul. Dobrej w Warszawie. 
Od momentu wygrania w 2008 roku  konkursu na Polski Pawilon na Expo  w Szanghaju, wraz z żoną prowadzi własną autorską pracownię architektoniczną WWAA.
Wybrane projekty pracowni WWAA
współautor m.in. 
- Polski Pawilon na Expo 2010 w Szanghaju
- Służewski Dom Kultury w Warszawie
- Ekspozycja stała w Centrum Scenografii Polskiej w Muzeum Śląskim,
- Galeria Sztuki Średniowiecznej Muzeum Narodowego w Warszawie
- Ekspozycja stała w domu urodzenia Fryderyka Chopina w Żelazowej Woli
- Wystawa stała Muzeum Historii Polskiej,
- Pawilonu tymczasowego Stacja Mercedes (2013-16)
- Projekt praskiej velostrady “Nowa Trasa Tysiąclecia” (2018)
- Opracowanie “Standardów funkcjonalnych dla nowo projektowanych warszawskich szkół i przedszkoli”.

Działalność społeczna
- Prezes  Oddziału Warszawskiego SARP w latach 2012 - 2015
- Członek Rady Architektury i Przestrzeni Publicznej, doradzającej  Prezydent Miasta Stołecznego Warszawy Hannie Gronkiewicz-Waltz w latach 2015-2018.
- Członek Rady Fundacji Warszawski Pawilon Architektury Zodiak od 2017
- Członek Rady Fundacji Promocji  Architektury SARP  od 2014

Nagrody, nominacje i odznaczenia
- Laureat Nagrody  Miasta Stołecznego Warszawy w uznaniu zasług dla Stolicy Rzeczypospolitej  w 2015
- Laureat nagrody  Ministra Spraw Zagranicznych - Dyplomu za wybitne zasługi dla promocji Polski w świecie w 2009
- Nominacja do nagrody Człowiek Roku wdechy 2012
- Laureat nagrody Architektonicznej Polityki , Grand Prix 2013
- Laureat nagrody “Profesionaliści Forbes 2013” Zawody Zaufania Publicznego
- Nagroda architektoniczna Prezydenta m.st. Warszawy w kategorii najlepszy budynek użyteczności publicznej w latach 2001-2014
- Laureat nagrody Stołek Roku 2014 , nagroda redakcji “Gazety Stołecznej”  za “zjawiskowy projekt SDK”
- Nominacja do Nagrody roku SARP  2014 pod honorowym patronatem prezydenta RP Bronisława Komorowskiego za obiekt Służewski Dom Kultury
- Laureat Pierwszej nagroda w kategorii “Budynek wielorodzinny” w II edycji ogólnopolskiego konkursu  „Najlepszy Projekt Mieszkaniowy 2012-2015” Polskiego Związku Firm Deweloperskich
- Laureat Property Design Awards 2019 w kategorii Design wnętrze
- Nominacja do Nagrody im. Miesa van der Rohe za 2015 r